# 牛沼 (あきる野市)
牛沼（うしぬま）は、東京都あきる野市の大字。住居表示未実施区域。

## 地理
あきる野市の東部に位置し、西に上代継と下代継、北に油平、東に雨間、南に八王子市戸吹町と接している。

### 河川
- 秋川

### 地価
住宅地の地価は、2024年（令和6年）7月1日の地価調査によれば、牛沼字小松平533番17の地点で5万4600円/m2となっている。

## 世帯数と人口
2025年（令和7年）6月30日現在（あきる野市発表）の世帯数と人口は以下の通りである。
- 世帯数 : 1,088世帯
- 人口 : 2,209人

### 人口の変遷
国勢調査による人口の推移。
| 年                 | 人口  |
| ------------------ | ----- |
| 1995年（平成7年）  | 2,180 |
| 2000年（平成12年） | 2,252 |
| 2005年（平成17年） | 2,205 |
| 2010年（平成22年） | 2,238 |
| 2015年（平成27年） | 2,218 |
| 2020年（令和2年）  | 2,245 |

### 世帯数の変遷
国勢調査による世帯数の推移。
| 年                 | 世帯数 |
| ------------------ | ------ |
| 1995年（平成7年）  | 675    |
| 2000年（平成12年） | 788    |
| 2005年（平成17年） | 773    |
| 2010年（平成22年） | 851    |
| 2015年（平成27年） | 895    |
| 2020年（令和2年）  | 958    |

## 学区
市立小・中学校に通う場合、学区は以下の通りとなる（2025年4月時点）。
- 区域 : 番地によって異なる。
  - 小学校 : あきる野市立西秋留小学校、あきる野市立南秋留小学校
  - 中学校 : あきる野市立秋多中学校、あきる野市立西中学校

## 交通

### 道路
- 首都圏中央連絡自動車道（圏央道）
  - あきる野インターチェンジ
- 国道411号
- 東京都道7号杉並あきる野線
- 東京都道46号八王子あきる野線

## 事業所
2021年（令和3年）現在の経済センサス調査による事業所数と従業員数は以下の通りである。
- 事業所数 : 39事業所
- 従業員数 : 567人

### 事業者数の変遷
経済センサスによる事業所数の推移。
| 年                 | 事業者数 |
| ------------------ | -------- |
| 2016年（平成28年） | 42       |
| 2021年（令和3年）  | 39       |

### 従業員数の変遷
経済センサスによる従業員数の推移。
| 年                 | 従業員数 |
| ------------------ | -------- |
| 2016年（平成28年） | 278      |
| 2021年（令和3年）  | 567      |

## 施設
- 中村酒造
- 秋川神明社

## その他

### 日本郵便
- 郵便番号 : 197-0826[3]（集配局 : あきる野郵便局[15]）。